# Cyrtocara moorii
Genre
Espèce
Statut de conservation UICN

 VU  : Vulnérable
Cyrtocara moorii ou « Cichlidé dauphin bleu », ou plus rarement « Bossu du Malawi » ou encore « haplo à bosse » est une espèce de poissons d'eau douce, de l'ordre des Cichliformes et de la famille des Cichlidae. C'est l'unique espèce de son genre Cyrtocara (monotypique). Il est endémique des lacs Malawi et Malombe en Afrique. Cette espèce est communément dénommée différemment par plusieurs peuples de pécheurs autour du lac: « Utaka » et « Bamusi » en nyanja au Malawi « Bampuhedi » et « Chakhuta » en tonga au Malawi et « Mbuna-chiphungu » en tumbuka également au Malawi.

## Description
Cette espèce possède un corps comprimé latéralement et assez haut. Une bosse caractéristique très prédominante sur le front est présente à l'âge adulte. Le mâle comme la femelle possède un fond de coloration bleu/argenté, qu’ils acquièrent quasi directement à la naissance.

## Distribution
Cette espèce est endémique des lacs Malawi et Malombe en Afrique. Contrairement à beaucoup d'autres espèces de Cichlidae du lac que l'on ne rencontre qu'à certains lieux de pêche précis du lac, Cyrtocara moorii se rencontre sur toute la superficie du lac. Le lac Malawi fait partie des grands lacs de la vallée du grand rift africain, qui traverse la partie orientale de l'Afrique du nord au sud. Certains de ces lacs sont parmi les plus profonds, les plus grands et les plus anciens du monde.

## Systématique
Le nom valide complet (avec auteur) de ce taxon est Cyrtocara moorii Boulenger, 1902.
Cyrtocara moorii a pour synonymes :
- Cyrtocara moorei Boulenger, 1902
- Cyrtocara moori Boulenger, 1902
- Haplochromis moori (Boulenger, 1902)
- Haplochromis moorii (Boulenger, 1902)

## Étymologie
Le nom de genre Cyrtocara  dérive de deux termes grecs : « kyrtos », signifiant « courbé », et « kara », signifiant « face ». L'épithète spécifique « moorii » rend hommage à John Edmund Sharrock Moore, biologiste, zoologiste et cytologiste britannique né en 1870 et décédé en 1947. Moore a étudié au Royal College of Science à South Kensington, aujourd'hui partie de l'Imperial College de Londres.

## Publication originale
- Boulenger, G. A. (1902). Diagnoses of new cichlid fishes discovered by Mr. J. E. S. Moore in Lake Nyassa. Annals and Magazine of Natural History (Series 7). v. 10 (no. 55) (art. 11): 69-71. [(en) lire en ligne (page consultée le 14 avril 2025)]

## Taille
Cette espèce mesure adulte une taille maximale avoisinant les 20 cm de longueur totale. Parfois un peu plus en aquarium pour les plus vieux spécimens, selon Aquaportail : 16 à 23 cm de longueur et environ 25 cm maximum pour le mâle et 20 cm pour la femelle.

## Dimorphisme

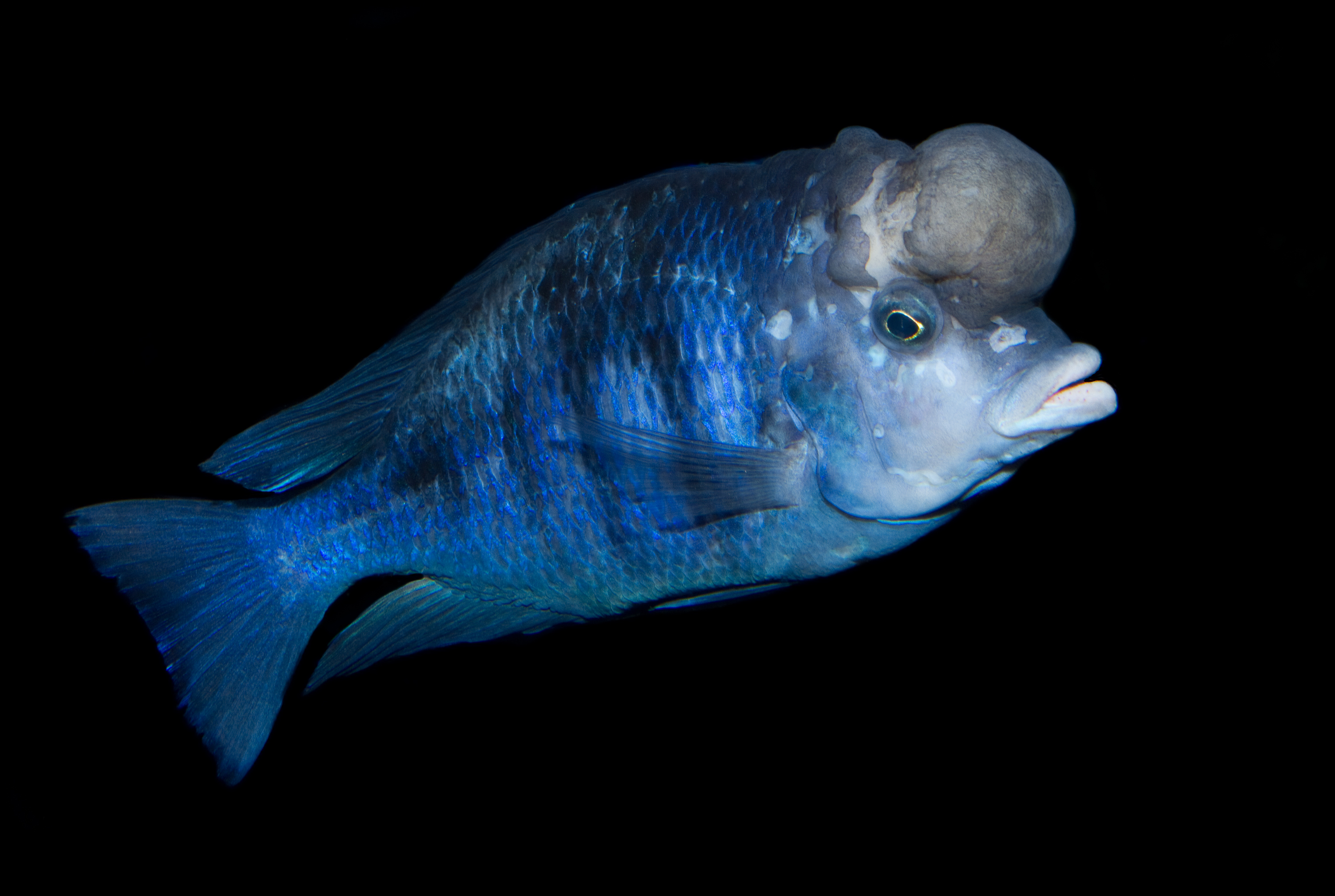
Magnifique vieux mâle avec une bosse frontale très prononcée et presque "informe"

Adulte cette espèce de cichlidae n'est pas toujours très simplement différentiable. En effet le mâle comme la femelle sont de couleur bleue. Cependant principalement en période de reproduction, on remarquera le mâle légèrement plus grand et de coloration plus soutenue ; la femelle moins dominante est plus terne. Le mâle possède également la terminaison des nageoires impaires plus effilées. Ce sont les mâles qui creusent de petits nids dans le sable où ils attirent les femelles. Parfois les professionnels retournent les poissons et comparent les orifices génitaux afin de déterminer les sexes. Chez les spécimens complètement adultes le mâle est bleu et caractérisé par la présence d'une "bosse" frontale, plus prononcée que la femelle. Cette dernière possède 3 tâches plus sombres sur le corps (plus ou moins visibles en fonction de l'état de stress).

## Alimentation
En aquarium Cyrtocara moorii se nourrit de tous types de nourritures sauf de vers genre ver de vase rouge. Il appréciera les nourritures traditionnelles conseillées, fraiches : artémias, krill, ou sèches : paillette et granulés de taille adaptée avec sa prise en gueule.

## Maintenance
C. moorii est un « Utacca » qui se maintient sans difficulté avec tous les autres Cichlidae du lac Malawi. Des espèces comme celles des genres Sciaenochromis et/ou Labidochromis lui seront de bons compagnons. En bac spécifique un volume de 300 litres pour un couple ou un trio est le minimum conseillé. Le décor sera composé essentiellement de pierres, auxquelles on pourra ajouter quelques plantes robustes du genre Anubias ou Vallisneria (Vallisneria gigantea).

### Caractéristique physico-chimique
Cette espèce vit dans son milieu dans une eau douce à un pH compris entre 7,2 et 8,8 ; un dH compris entre 10 et 18 à des profondeurs de 3 à 15 m. La température varie de 24 à 26 °C.

## Reproduction
Incubateur buccal maternel, le mâle défend un territoire. (selon l'IUCN moins farouchement qu'un certain nombre d'autres espèces) Cyrtocara moorii est un cichlidé semblable à la plupart des autres cichlidae du lac Malawi quant à sa façon de se reproduire. Le mâle construit un nid dans le sable en forme de cuvette ou contre une pierre, qu'il défend farouchement contre tout intrus. Des observations montrent qu'il est possible (surtout en aquarium), de le voir se reproduire sur une simple pierre plate. Les œufs déposés par la femelle sont fertilisées avant et après la prise en bouche par cette dernière. Les œufs et larves sont incubés environt trois semaines avant le lâcher. Si le frai est prélevé pour un élevage, il sera nourri de préférence de nauplie d'artémias et de poudre et paillette traditionnelle pour jeunes Cichlidae.

## Statut IUCN
L'Union internationale pour la conservation de la nature (IUCN) place cette espèce en "Vulnérable" (VU) (autrefois, « Endémique au lac Malawi, distribué à grande échelle sans grandes menaces généralisées identifiées »).

## Croisement, hybridation, sélection
Il est impératif de maintenir cette espèce et le genre Cyrtocara seul ou en compagnie d'autres espèces, d'autres genres, mais de provenance similaire (lac Malawi), afin d'éviter toute facilité de croisement. Le commerce aquariophile a également vu apparaître un grand nombre de spécimens provenant d'Asie et d'Europe de l'est notamment et aux couleurs des plus farfelues ou albinos, à cause de la sélection, hybridation et autres procédés chimiques de laboratoires.

## Galerie

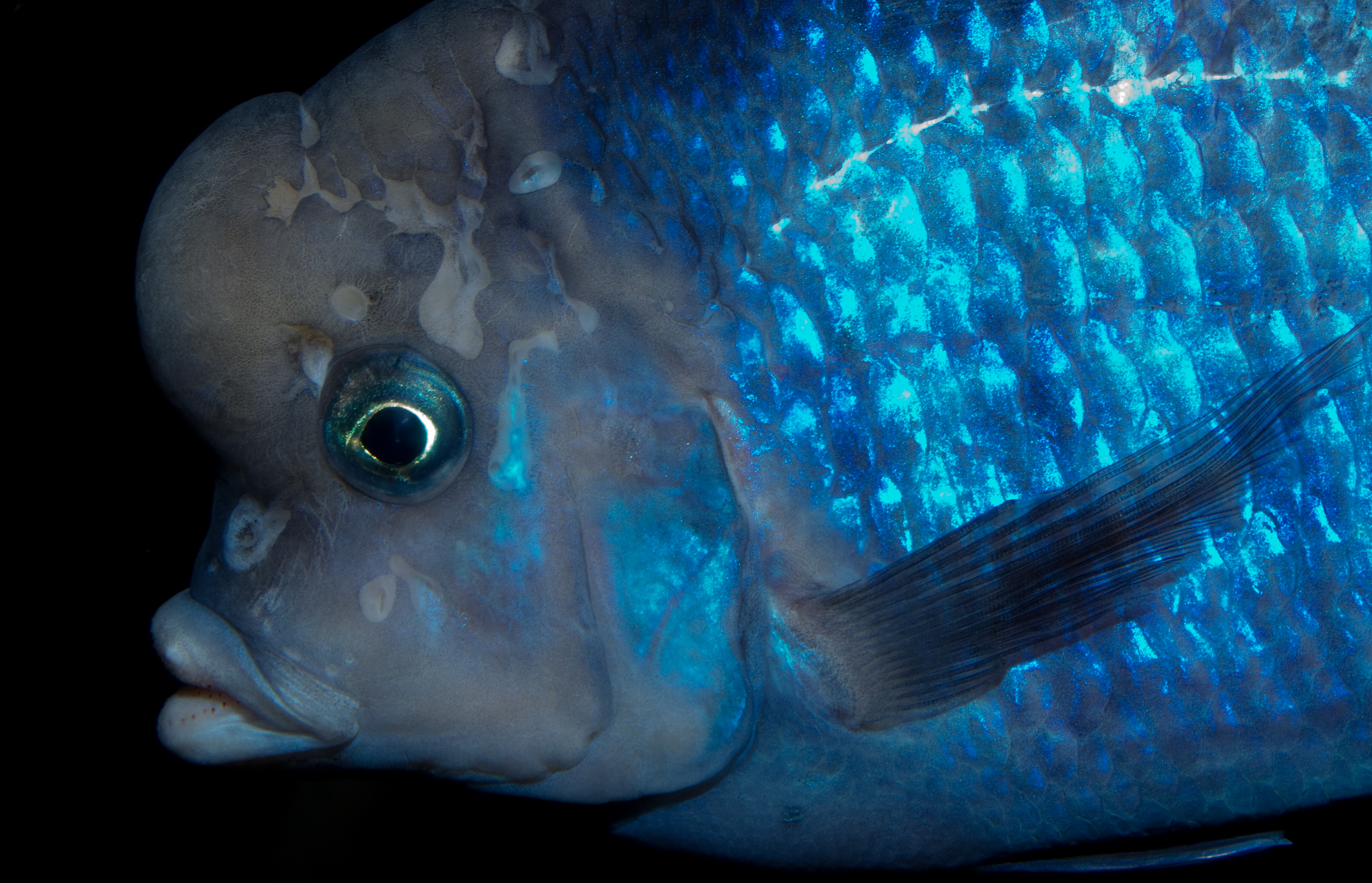
tête de profil
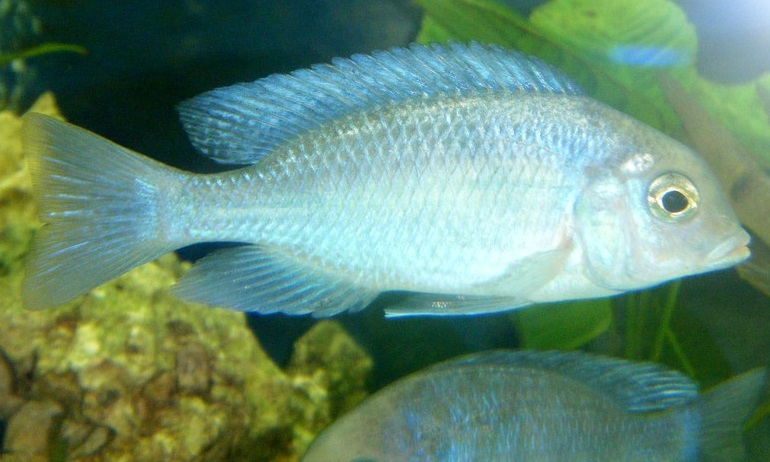
sub-adulte encore difficilement différentiable sexuellement
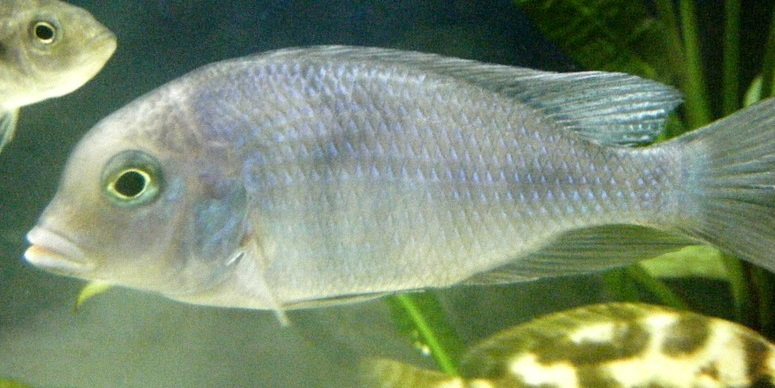
sub-adulte encore difficilement différentiable sexuellement
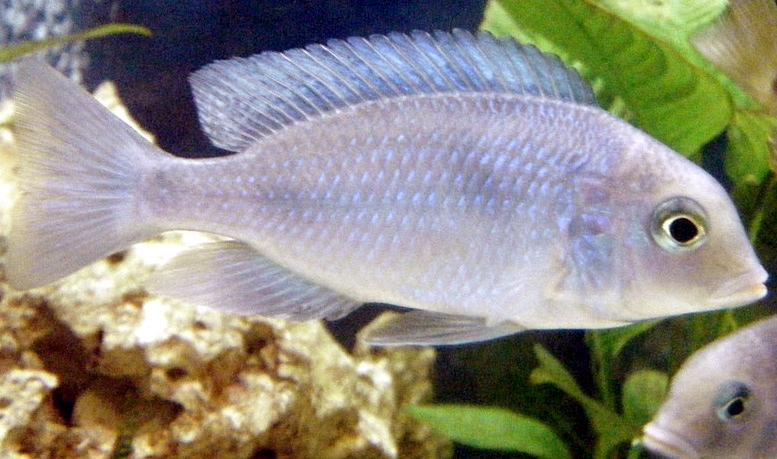
sub-adulte encore difficilement différentiable sexuellement